# بروتين النسيج العصبي
بروتين النسيج العصبي (بالإنجليزية: Nerve tissue protein)‏ هو جزيء بيولوجي متعلق بوظيفة النسيج العصبي الطبيعي والمحافظة عليه. ومن أمثلة ذلك، توليد الميالين الذي يقوم بعزل الأعصاب وحمايتها. وهي عادةً عبارة عن بروتينات رابطة للكالسيوم.

## تكوين الميالين والجهاز العصبي المحيطي
هناك نوعان من الميالين. النوع الأول هو الخلايا الدبقية القليلة التغصنات، والتي يمكن العثور عليها في الجهاز العصبي المركزي لدى الثدييات. والنوع الثاني هو خلايا شوان، والتي توجد في الجهاز العصبي المحيطي. إن تكوين الميالين للمحاور العصبية بواسطة خلايا شوان ضروري لوظيفة الأعصاب الطبيعية. تعتمد الأعصاب المحيطية على التواصل بين المحاور العصبية وخلايا شوان.

## صيانة الميالين
تعد محفزات بروتين البريون عاملا مهما في الإشارات التي تضمن الحفاظ على الميالين وهي مختلفة تماما عن تلك التي توجه تكوين الميالين.   تم استخدام بروتين البريون والأجسام المضادة POM1 وPOM3 التي تتعرف على النمط الظاهري حول الأحماض الأمينية (aa) 140-152) و العناقيد المشحونة من بروتين البريون (aa95-100) نظرا لدورها في الحفاظ على الميالين. أشارت النتيجة إلى أن التعبير العصبي والتحلل البروتيني المنظم لبروتين البريون ضروريان للحفاظ على الميالين

### مرض التنكس العصبي
يحدث المرض العصبي التنكسي] بسبب تراكم البريونات في بروتينات PrPsc. تظهر أدمغة البشر أو الحيوانات المصابة بمرض البريون تغيرات نسيجية مميزة. ومع ذلك، فإن مسببات المرض غير معروفة إلى حد كبير والعلاج غالبًا ما يكون غير مرضٍ. أجريت اختبارات على فئران عمرها 60 أسبوعًا للتحقيق في بروتين PrPc. ظهر على الفئران التي تعاني من نقص في البروتين أعراض اعتلال الأعصاب المزمن المزيل للميالين. و كانت علامات  الاعتلال  نافذة بنسبة 100% وواضحة في جميع عينات الأعصاب الطرفية التي تم التحقيق فيها. لقد تأثرت الألياف الكبيرة في المحاور العصبية عندما تم استخدام قياس الشكل وتم الكشف عن أمراض متطابقة في الأعصاب الوركية.

## البروتينات

### بروتين مثبط لموت الخلايا العصبية
ينتمي بروتين تثبيط موت الخلايا العصبية (NAIP) إلى عائلة البروتينات المسماة مثبطات موت الخلايا (IAP)، وهذه البروتينات هي واحدة من المنظمات الرئيسية لموت الخلايا. ومع ذلك، عندما يستخدم NAIP مجالات تكرار IAP للفيروسات العصوية من أجل التفاعل مع الكاسباسات، فإنه يمنع التكوين التلقائي للبروكاسباس-9، وهو محفز موت الخلايا.
تتكون البنية ثلاثية الأبعاد لجميع مجالات BIR من اثنين إلى ثلاثةNH2  ذات نهاية حلزونية  ألفا، وورقة بيتا مركزية معاكسة، واثنين إلى ثلاثة كربوكسيلية ذات نهاية حلزونية  ألفا. تتكونIAP أنماط ربط (IBMs) من رباعيات الببتيدات الطرفية الأمينية. توجد مواقع ربط أنماط ربط IBMs بين آخر سلسلة من ورقة بيتا واللولب ألفا القريب. يتم استخلاب أيون الزنك بواسطة هيستيدين واحد وثلاثة سيستين. يرتبط السيرين الطرفي لـ NH2 بثلم IBM رابط P1'. يتم إدخال سلسلة السيرين (S) في جيب كاره للماء من الأحماض الأمينية. بمجرد دخول هذا الجيب، ترتبط الروابط الهيدروجينية بذرة الأكسجين في سلسلة السيرين، كما تشكل ذرة الأكسجين عند P1' رابطة هيدروجينية أخرى بسلسلة التربتوفان.  تتفاعل سلسلة التربتوفان أيضًا مع ذرات الكربون في الأرجينين عند P3'. يوفر العمود الفقري المكون من النيتروجين و الأكسجين عند P2' والنيتروجين عند P4' يوفر الاستقرار.
وقد تبين أن NAIP يشارك في مرض ضمور العضلات الشوكي الوراثي. وقد لوحظ أن التفاعل بين NAIP وهيبوكالسين، وهو بروتين عصبي يستشعر الكالسيوم، يحدث في منطقة ربط الزنك إلى جانب أحماض أمينية محددة أخرى. وفي الخلايا العصبية الودية، لم يوفر التعبير عن NAIP-BIR3 وهيبوكالسين أي حماية كبيرة من موت الخلايا بسبب سحب عامل نمو الأعصاب. وهذا أمر غير متوقع لأنه في عملية السحب، يتم تنشيط كاسباس 3 و-9، مما يتسبب في موت الخلايا، وهما نفس الكاسباسات التي يحجبها NAIP.

### هيبوكالسين
الهيبوكالسين هو بروتين عصبي يستشعر الكالسيوم ويحتوي على منطقتين إلى ثلاث مناطق ترتبط بأيونات الكالسيوم.

### الشياب(XIAP)
إن بروتين IAP المرتبط بالكروموسوم  X أو ما يسمى XIAP هو مثبط قوي للغاية لعملية موت الخلايا المبرمج. ويتم ذلك من خلال الارتباط بالكاسباسات مباشرة. وعلى غرار وظيفة NAIP، يرتبط مجال BIR3 في بروتين XIAP بالوحدة الفرعية الطرفية الكربوكسيلية للكاسباس-9. يحدث التحفيز بين S1 وS1'. في الكاسباس-3، يرتبطان سويا. يحتوي كل من BIR2 وBIR3 على أخدود مشحون سلبًا بشكل أساسي. تسمح هذه الشحنة السالبة في BIR3 بربط نمط ربط IAP، مما يتسبب في تثبيط النشاط الأنزيمي.

عند الإفراط في التعبير عنه، يكون XIAP قادرًا على منع الكاسباسات بشكل جيد للغاية ويمنع موت الخلايا العصبية الودية عندما تُمنع عوامل نمو الأعصاب.

## أنواع
- أجرين
- بروتينات الكيميرين
- الكروموجرانين
- الدوبامين والفوسفوبروتين المنظم بواسطة cAMP 32
- بروتين التخلف العقلي الهش X
- بروتين GAP-43
- ناقل الجلوكوز من النوع 3
- مستضدات التهاب الدماغ والنخاع الشوكي الخلقي
- البروتينات المرتبطة بالأنابيب الدقيقة
- بروتينات الميالين
- الببتيد المدر للصوديوم، الدماغ
- عوامل نمو الأعصاب
- بروتين إفراز الغدد الصماء العصبية 7B2
- بروتينات الخيوط العصبية
- النيوروجرانين
- بروتين مثبط موت الخلايا المبرمج العصبي
- بروتينات استشعار الكالسيوم العصبي
- الببتيدات العصبية
- بروتين العلامة الشمية
- بروتينات S100
- السينابسينات
- السينابتوفيزين
- السيناوكلينات
- التوبيولين